# Saskeselyűformák
A saskeselyűformák (Gypaetinae) a madarak osztályának vágómadár-alakúak (Accipitriformes) rendjébe és a vágómadárfélék (Accipitridae) családjába tartozó alcsalád.
Az ebbe a csoportba sorolt madarak többsége korábban az egységesnek tűnő óvilági keselyűformák (Aegypiinae) alcsaládjába tartozott, ám a közelmúltban lezajlott DNS-szintézisen alapuló vizsgálatok megállapították, hogy az az alcsalád polifiletikus, így három korábban oda sorolt fajt, a dögkeselyűt, a pálmakeselyűt és a szakállas saskeselyűt leválasztották az alcsaládról, és az újonnan létrehozott saskeselyűformák alcsaládjába sorolták őket. Egy másik faj, az alig ismert madagaszkári kígyászhéja (Eutriorchis astur) morfológiai hasonlósága miatt sokáig a kígyászölyvformák alcsaládjába tartozott, de a genetikai vizsgálatok bebizonyították, hogy inkább ebbe az alcsaládba sorolandó. Ennek a fajnak a pontos rendszertani helye nem teljesen tisztázott, több rendszerező szerint továbbra is inkább a kígyászölyvformák közé tartozónak kell tekinteni.

## Rendszerezés
Az alcsaládhoz az alábbi 4 nem tartozik:
- Gypohierax – 1 faj
- Eutriorchis – 1 faj
- Gypaetus – 1 faj
- Neophron – 1 faj

## Képek

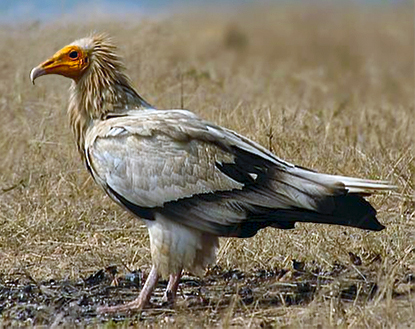
Dögkeselyű (Neophron percnopterus)
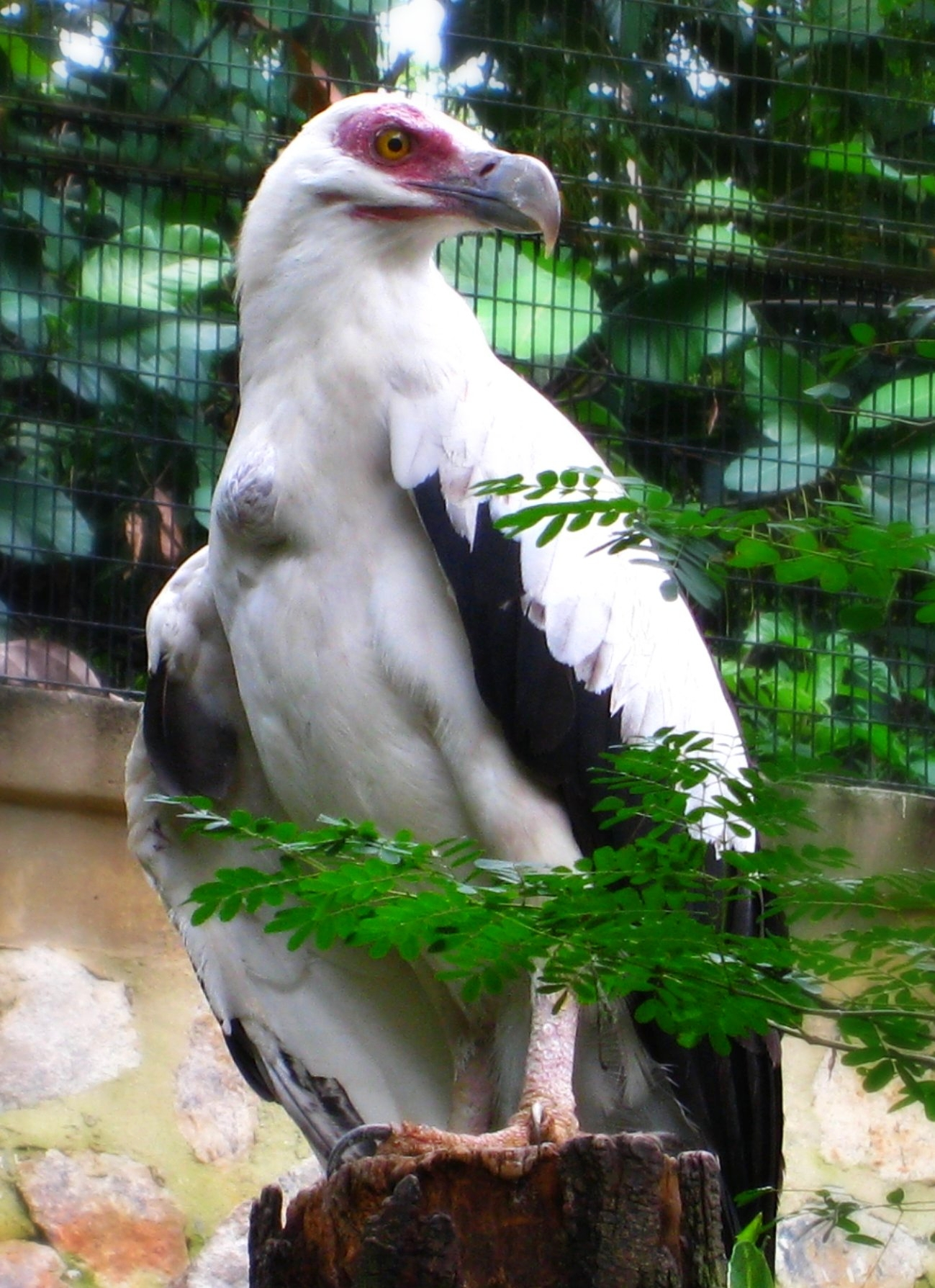
Pálmakeselyű (Gypohierax angolensis)